# Irene de Koková
Irene de Kok, (* 29. srpen 1965 Eindhoven, Nizozemsko) je bývalá reprezentantka Nizozemska v judu.

## Sportovní kariera
S judem začínala v Tilburgu. Po úspěších ve střední váze se rozhodla od roku 1985 startovat v polotěžké váze. Této váze vládla Belgičanka Berghmans a jako první judistka se jí naučila pravidelně porážet. Po suverénních sezonách 1987 a 1986 se zničehonic v roce 1988 rozhodla po neúspěšném vystoupení na mistrovství Evropy v Pamploně ukončit sportovní kariéru. Jak se později ukázalo hlavním důvodem byl její vztah s reprezentačním trenérem Peterem Oomsem — v polovině 90. let ho několik jeho svěřenek včetně ní obvinilo ze sexuálního vydírání.
K návratu se rozhodla v roce 1991 s blížícími se olympijskými hrami v Barceloně, kde nakonec vybojovala bronzovou olympijskou medaili.

## Výsledky

### Váhové kategorie
| Turnaj             | 1983   | 1984   | 1985           | 1986           | 1987           | 1988           | 1989           | 1990           | 1991           | 1992           |
| Turnaj             | 18     | 19     | 20             | 21             | 22             | 23             | 24             | 25             | 26             | 27             |
| Turnaj             | stř. v | stř. v | polotěžká váha | polotěžká váha | polotěžká váha | polotěžká váha | polotěžká váha | polotěžká váha | polotěžká váha | polotěžká váha |
| ------------------ | ------ | ------ | -------------- | -------------- | -------------- | -------------- | -------------- | -------------- | -------------- | -------------- |
| Olympijské hry     |        |        |                |                |                |                |                |                |                | 3.             |
| Mistrovství světa  |        | 2.     |                | 1.             | 1.             |                | —              |                | —              |                |
| Mistrovství Evropy | 7.     | 3.     | —              | 1.             | 1.             | úč.            | —              | —              | —              | 3.             |

### Bez rozdílu vah
| Turnaj             | 1983 | 1984 | 1985 | 1986 | 1987 | 1988 | 1989 | 1990 | 1991 | 1992 |
| Turnaj             | 18   | 19   | 20   | 21   | 22   | 23   | 24   | 25   | 26   | 27   |
| ------------------ | ---- | ---- | ---- | ---- | ---- | ---- | ---- | ---- | ---- | ---- |
| Mistrovství světa  |      | —    |      | 1.   | 3.   |      | —    |      | —    |      |
| Mistrovství Evropy | —    | —    | —    | 5.   | 5.   | —    | —    | —    | —    | —    |